# Dancing in the shower
「Dancing in the shower」（ダンシング・イン・ザ・シャワー）は田中美奈子の4枚目のシングル。

## 内容
プロデュースをした月光恵亮が表題曲を担当するロカビリーバンドのBLUE ANGELとカップリングを担当する小室哲哉に楽曲制作を依頼した異色コラボレート作品。
編曲を行ったESSEXは90年代の数々の楽曲で共同での編曲を担当する神長弘一と須貝幸生のユニットである。

## 収録曲
編曲：ESSEX
1. Dancing in the shower
作詞：浦江アキコ　作曲：佐々木研・屋敷豪太
2. Prima donna
作詞：朝野深雪　作曲：小室哲哉